# Casal Comba
Casal Comba is een plaats (freguesia) in de Portugese gemeente Mealhada en telt 3298 inwoners (2001).